# Roxfeld
Roxfeld ist ein Gemeindeteil des Marktes Pleinfeld im Landkreis Weißenburg-Gunzenhausen (Mittelfranken, Bayern). Roxfeld liegt in der Gemarkung Walting.

## Lage
Der Weiler liegt rund acht Kilometer östlich von Pleinfeld. In der Nähe befinden sich die Quellen von Steinbach und Flurbach, die südlich von Roxfeld zum Engelbach zusammenfließen. Nachbarorte sind Engelreuth, Schloßberg, Reuth unter Neuhaus, Haag und Walting.

## Geschichte
Mit dem Gemeindeedikt (frühes 19. Jahrhundert) wurde Roxfeld dem Steuerdistrikt Liebenstadt und der Ruralgemeinde Walting zugewiesen. Am 1. Juli 1972 wurde Engelreuth im Zuge der Gebietsreform in Bayern in den Markt Pleinfeld eingegliedert.

## Bau- und Bodendenkmäler
In der Nähe von Roxfeld befanden sich mehrere vorgeschichtliche Siedlungen sowie mehrere Grabhügel der Hallstattzeit.
Baudenkmäler in Roxfeld sind das zweigeschossige giebelständige Bauernhaus Roxfeld 3 aus Sandstein mit Satteldach aus dem Jahre 1879 mit dem älteren, eingeschossigen Nebengebäude Roxfeld 2 aus dem 18. oder 19. Jahrhundert sowie das zweigeschossige Halbwalmdachbau Roxfeld 4 aus Sandstein aus dem Jahre 1841 mit einem Nebengebäude aus dem 19. Jahrhundert.